# Mina (sikhisme)
Pour les articles homonymes, voir Mina.
Mina désigne dans le sikhisme un des fils de Guru Ram Das connu aussi sous le nom de Prithi Chand (1558-1618). Il était le plus âgé des fils du troisième gourou du sikhisme, et l'histoire lui a donné le surnom de Mina ce qui signifie : hypocrite, fourbe, son caractère était décrit comme jaloux, très ambitieux, envieux. Car, en fait, il a voulu créer son propre mouvement religieux, et ses communautés afin qu'il soit nommé successeur de son père. Ce fut son frère Arjan qui reçut ce titre et cette fonction. Le troisième frère se dénommait Mahadev. La nature interne de Prithi Chand lui a valu ce diminutif. D'autant plus qu'il est devenu encore plus jaloux et méchant lorsque son frère a été nommé gourou. Il a même cherché à empoisonner le fils de Guru Arjan pour lui ravir la succession. Il voulait être gourou pour s'enrichir et non pas aider son prochain. Les Minas, ses suivants, en traitant un accord avec l'envahisseur moghol ont eu pendant un temps, au XVIIe siècle, la charge du Temple d'Or. Le fils de Mina, Miharban, a écrit une hagiographie de Guru Nanak dans laquelle il fait des éloges sur son père. Certains lisent ce livre dénommé Miharban Janam Shaki, cependant il faut être conscient que ce n'est pas une source fiable.